# White House Office of the Curator

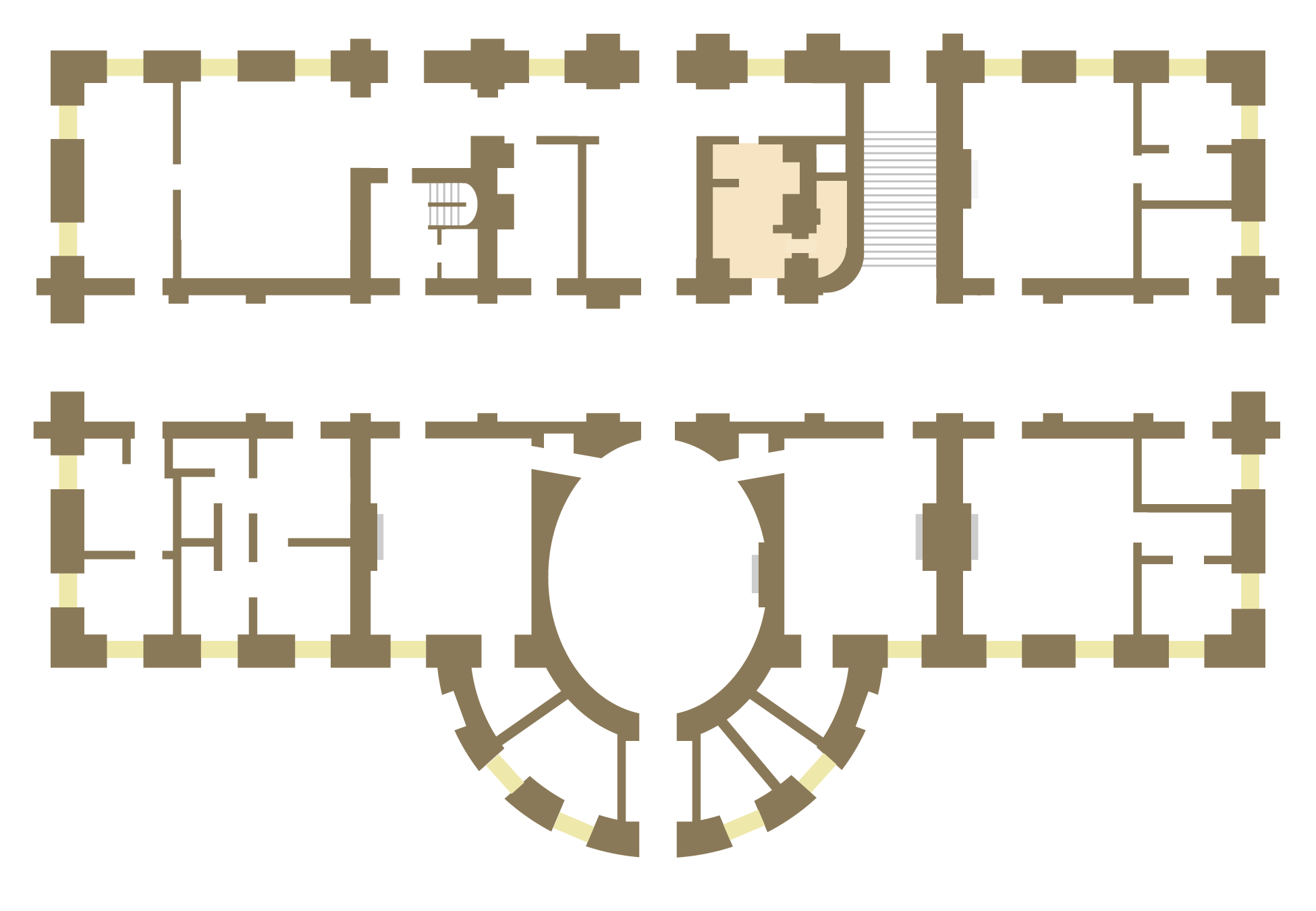
Piano terra della Casa Bianca che mostra l'ubicazione dell'ufficio del curatore.

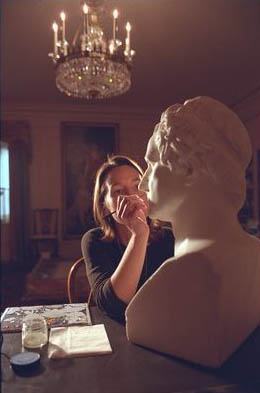
Un busto in marmo di George Washington dello scultore Giuseppe Ceracchi (1751–1801) sottoposto a restauro nella China Room.

Il White House Office of the Curator (traducibile in italiano come Ufficio del Curatore della Casa Bianca), inteso come mansione, è responsabile della conservazione e dello studio della collezione dei mobili e oggetti decorativi utilizzati per arredare gli ambienti pubblici e privati della Casa Bianca, sia come residenza ufficiale del Presidente, sia come casa museo. 

## Storia e responsabilità
Il ruolo venne ufficializzato nel 1961 durante l'amministrazione Kennedy quando la First Lady Jacqueline Kennedy sovrintendeva ai lavori di restauro della Casa Bianca. 
L'ufficio fisico si trova al piano terra dell'Executive Residence ed è diretto dal curatore della Casa Bianca, coadiuvato da un curatore associato, un assistente curatore e un assistente curatoriale; l'intero staff collabora con il White House Chief Usher, il Committee for the Preservation of the White House e la White House Historical Association. 
La prima curatrice della Casa Bianca fu Lorraine Waxman Pearce, nominata nel marzo 1961; l'attuale curatrice, in carica dal 2017, è Lydia Tederick, succeduta a William G. Allman, nominato dal presidente George W. Bush nel 2002 e rimasto in carica fino al giugno 2017. 

## Curatori della Casa Bianca
Ad oggi otto curatori hanno prestato servizio alla Casa Bianca: 
| №                         | Ritratto | Nome (Nascita-Morte)        | Mandato       | Presidente/i                                         |
| ------------------------- | -------- | --------------------------- | ------------- | ---------------------------------------------------- |
| Carica istituita nel 1961 |          |                             |               |                                                      |
| 1                         |          | Lorraine Waxman Pearce      | 1961-1962     | John F. Kennedy                                      |
| 2                         |          | William Voss Anziano III    | 1962-1963     | John F. Kennedy                                      |
| 3                         |          | James R. Ketchum            | 1963-1969     | John F. Kennedy Lyndon B. Johnson Richard Nixon      |
| 4                         |          | Clement Conger (1912-2004 ) | 1970–1986     | Richard Nixon Gerald Ford Jimmy Carter Ronald Reagan |
| 5                         |          | Rex Scouten (1924–2013)     | 1986–1997     | Ronald Reagan George HW Bush Bill Clinton            |
| 6                         |          | Betty C. Monkman            | 1997-2002     | Bill Clinton George W. Bush                          |
| 7                         |          | William G. Allman           | 2002–2017     | George W. Bush Barack Obama Donald Trump             |
| 8                         |          | Lydia Tederick              | 2017-presente | Donald Trump                                         |